# سندرم ورید اجوف فوقانی
سَندرُم وَرید اَجوَف فوقانی (انگلیسی: Superior vena cava syndrome) یا نشانگان بزرگ‌سیاهرگ بالایی تظاهر بالینی انسداد جریان خون بزرگ‌سیاهرگ زبرین است.
محل ناحیه مسدود شده و سرعت رخ دادن انسداد بر علائم بیماری تأثیر می‌گذارد. علائم بیماری در صورتی‌که سیاهرگ به سرعت مسدود شود شدیدتر خواهند بود، زیرا سیاهرگ‌های دیگر برای گشاد شدن و بر عهده گرفتن وظیفه خون‌رسانی فزاینده بزرگ‌سیاهرگ زبرین وقت کافی ندارند. مکان ناحیه مسدود شده نیز بر شدت علائم بیماری تأثیر دارد.
در صورتی‌که انسداد بالاتر از پیوندگاه بزرگ‌سیاهرگ زبرین و زیرین باشد، سیاهرگ‌های دیگر می‌توانند با گذشت زمان بزرگ‌تر شوند و وظیفه انتقال جریان خون را به عهده بگیرند؛ در این صورت علائم بیماری خفیف‌تر است.
در صورتی‌که انسداد زیر پیوندگاه بزرگ‌سیاهرگ زبرین و زیرین باشد، خون باید به وسیله سیاهرگ‌هایی در قسمت بالایی شکم و بزرگ‌سیاهرگ زیرین (ورید اجوف تحتانی) به قلب بازگردانده شود، که این امر مستلزم فشار بیش‌تری است. علائم بیماری در این حالت شدیدتر است.
از جمله علائم رایج ناشی از سندروم بزرگ‌سیاهرگ بالایی می‌توان به مشکلات تنفسی و سرفه اشاره کرد.
علایم و نشانه‌های این وضعیت ممکن است به‌سرعت یا به‌تدریج و کند پدید آیند که این امر زمانی است که رگ درگیر، بر اثر فرایندهایی که در میان‌سینه (مدیاستن) بالایی پدید می‌آیند، دچار کمپرس، تهاجم یا ترومبوز گردد.
با گشادشدگی سیاهرگ‌های بخش بالایی توراکس و گردن مشخص می‌شود که سبب پرخونی صورت، ادم صورت و ملتحمه، سردرد، اختلال بینائی و کاهش سطح هوشیاری می‌گردد. اغلب ناشی از بیماری‌های بدخیم (۷۵٪ موارد کارسینوم برونکوژنیک و در موارد باقی‌مانده، اکثراً لنفوم) می‌باشد.